# Malik Monk
Malik Monk (Jonesboro, 4 de fevereiro de 1998) é um norte-americano jogador de basquete profissional que atualmente joga pelo Sacramento Kings na National Basketball Association (NBA).
Ele jogou basquete universitário na Universidade de Kentucky e foi selecionado pelos Hornets como a 11ª escolha geral no Draft da NBA de 2017.

## Carreira no ensino médio
Monk estudou na East Poinsett County High School em Lepanto, Arkansas, durante seu primeiro ano. Ele teve uma média de 22,8 pontos, 4,6 rebotes e 2,7 assistências, levando-os a um recorde geral (25-8) e uma participação na Final do Campeonato Estadual Classe 2A. 
Após sua temporada de calouro, Monk se transferiu para a Bentonville High School em Bentonville, Arkansas. Em seu segundo ano, ele teve uma média de 26,6 pontos por jogo. 
Na primavera e no verão de 2015, Monk competiu pela equipe Amador Athletic Union (AAU), Arkansas Wings Elite, no Nike Elite Youth Basketball Circuit (EYBL), onde obteve uma média de 19,7 pontos por jogo. Em seguida, ele competiu no Nike Global Challenge 2015 e obteve uma média de 22 pontos, 12 rebotes e quatro assistências, além de receber o prêmio de MVP do torneio.
Em 18 de novembro de 2015, Monk se comprometeu com a Universidade de Kentucky, escolhendo UK em vez de Arkansas. Em seu último ano colegial, ele teve uma média de 28,6 pontos, 4,4 assistências e 7,6 rebotes. 
Em 2016, Monk jogou no McDonald's All-American Game e no Jordan Brand Classic, onde recebeu prêmios de Co-MVP ao lado de De'Aaron Fox.
Em 11 de março de 2016, Monk jogou seu último jogo no colégio, marcando 19 pontos em uma derrota por 59-49 para o Cabot High School na Final do Campeonato Estadual 7A.

### Recrutamento
Monk era um candidato cinco estrelas e classificado como um dos melhores jogadores da classe de 2016 pelos quatro principais serviços de recrutamento: Rivals, ESPN, Scout e 247 Sports. Monk foi classificado como 9º melhor jogador geral e o melhor armador da turma do ensino médio de 2016.
| Nome | Cidade Natal                            | Escola/Universidade     | Altura | Peso  | Data da revisão        |
| --- | --------------------------------------- | ----------------------- | ------ | ----- | ---------------------- |
| Malik Monk SG | Lepanto, Arkansas                       | Bentonville High School | 1.91 m | 84 kg | 18 de Novembro de 2015 |
| Malik Monk SG | Recrutamento: Rivais: Scout: 247sports: |                         |        |       |                        |
| Classificação geral de novatos: Scout: 13º \| Rivals: 9º \| ESPN: 9º |                                         |                         |        |       |                        |
| - Nota : Em muitos casos, Scout, Rivals, 247Sports e ESPN podem entrar em conflito em suas listas de altura e peso, nestes casos, a média foi obtida. - Nota: A ESPN mede os calouros numa escala de 0 a 100. - Fonte: |                                         |                         |        |       |                        |

## Carreira universitária

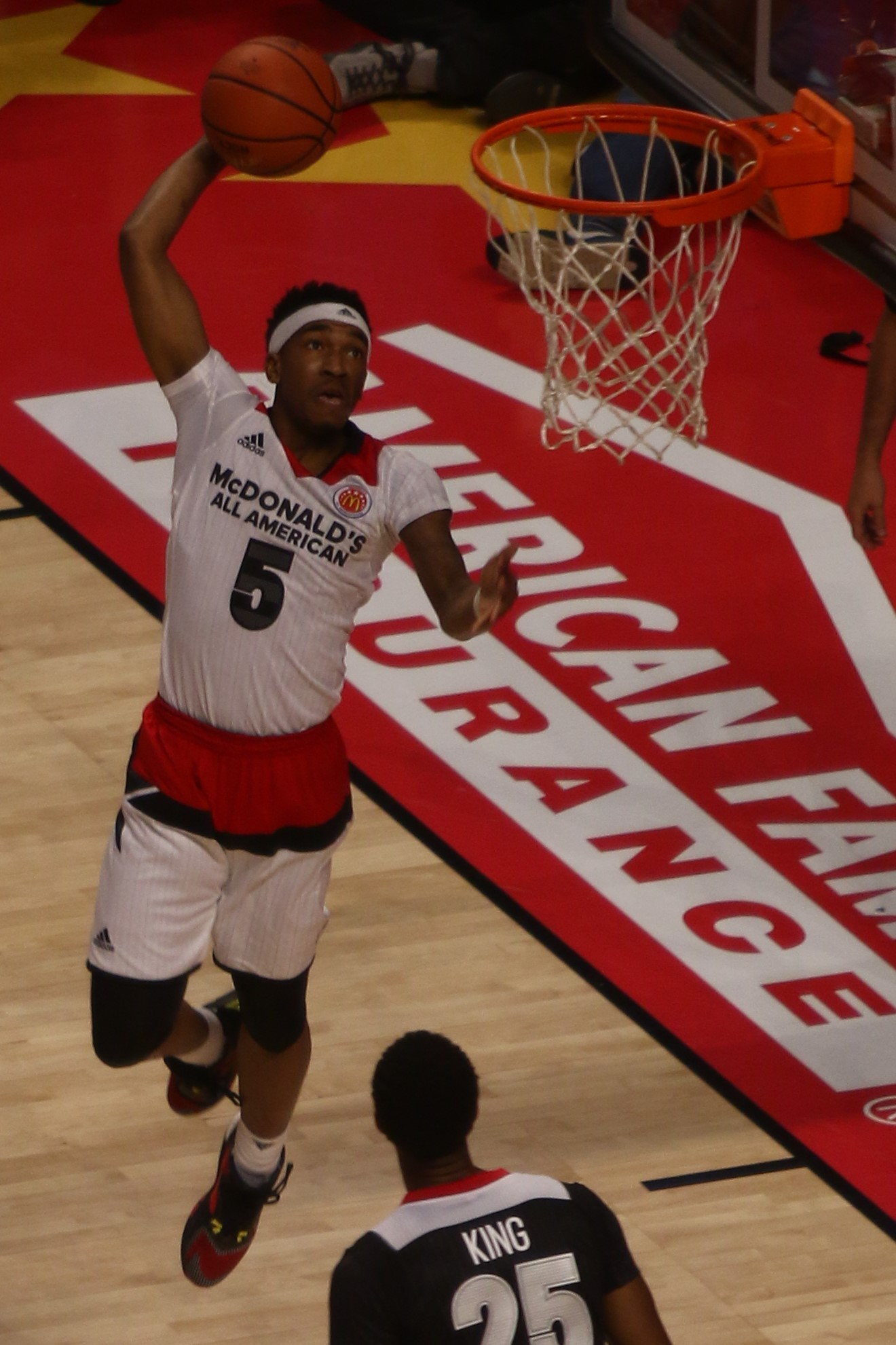
Monge jogando basquete no McDonald's All-American Boys Game de 2016

Em 18 de novembro de 2015, Monk tweetou que ele iria para a Universidade de Kentucky.
Em 17 de dezembro de 2016, Monk estabeleceu um recorde de pontuação de calouros da Universidade de Kentucky com 47 pontos em uma vitória sobre a Carolina do Norte. Doze dias depois, ele marcou 34 pontos em uma vitória por 99-76 sobre Ole Miss.
Em sua única temporada em UK, ele jogou em 38 jogos e teve médias de 19.8 pontos, 2.5 rebotes e 2.3 assistências em 32.1 minutos.
No final de sua temporada de calouro, Monk foi nomeado Jogador do Ano da SEC e o Calouro do Ano, ao mesmo tempo em que foi nomeado para a Primeira Equipe da SEC e para a Equipe de Novatos da SEC.
Na conclusão de sua temporada de calouro, Monk anunciou que abriria mão de seus últimos três anos de elegibilidade e entraria no Draft de 2017, onde foi projetado como uma seleção de primeira rodada.

## Carreira profissional

### Charlotte Hornets (2017–2021)
Em 22 de junho de 2017, Monk foi selecionado pelo Charlotte Hornets com a décima primeira escolha geral no Draft de 2017.
Em 2 de julho de 2017, Monk assinou seu contrato de novato com os Hornets no valor de $ 15.726.047. Ele perderia toda a Summer League de 2017 devido a uma lesão no tornozelo. 
Em seu quarto jogo na temporada, em 25 de outubro de 2017, Monk registrou 17 pontos, 2 roubos de bola e 2 assistências na vitória por 110-93 contra o Denver Nuggets. Em 1º de novembro de 2017, com o técnico de Kentucky, John Calipari, nas arquibancadas, Monk marcou 25 pontos na vitória por 126-121 contra o Milwaukee Bucks.
Durante sua temporada de estreia, Monk foi designado para o afiliado dos Hornets na NBA G League, o Greensboro Swarm, por um jogo. Ele registrou 25 pontos, 8 rebotes e 4 assistências em 26 de dezembro de 2017.
Em 26 de fevereiro de 2020, Monk foi suspenso indefinidamente por violar a política de uso de substâncias da NBA. Antes da suspensão, ele tinha uma média de 10,3 pontos e 2,9 rebotes por jogo. Ele foi reintegrado em 8 de junho, depois que foi determinado que ele cumpria o programa antidrogas. Em 1º de fevereiro de 2021, Monk marcou 36 pontos em uma vitória  sobre o Miami Heat por 129-121.

## Estatísticas

### NBA

#### Temporada regular
| Ano      | Equipe    | PJ  | PT | MPJ  | AP   | 3P   | LL   | RT  | AS  | BR  | TO  | PPJ  |
| -------- | --------- | --- | -- | ---- | ---- | ---- | ---- | --- | --- | --- | --- | ---- |
| 2017–18  | Charlotte | 63  | 0  | 13.6 | .360 | .342 | .842 | 1.0 | 1.4 | .3  | .1  | 6.7  |
| 2018–19  | Charlotte | 73  | 0  | 17.2 | .387 | .330 | .882 | 1.9 | 1.6 | .5  | .3  | 8.9  |
| 2019–20  | Charlotte | 55  | 1  | 21.3 | .434 | .284 | .820 | 2.9 | 2.1 | .5  | .3  | 10.3 |
| Carreira | Carreira  | 191 | 1  | 17.3 | .393 | .318 | .848 | 1.9 | 1.7 | 0.4 | 0.2 | 8.6  |

### Universitário
| Ano     | Equipe   | PJ | PT | MPJ  | AP   | 3P   | LL   | RT  | AS  | BR | TO | PPJ  |
| ------- | -------- | -- | -- | ---- | ---- | ---- | ---- | --- | --- | -- | -- | ---- |
| 2016–17 | Kentucky | 38 | 37 | 32.1 | .450 | .397 | .822 | 2.5 | 2.3 | .9 | .5 | 19.8 |

Fonte: